# Olympische Sommerspiele 1948/Leichtathletik
| Olympische Spiele 1948 Medaillenspiegel Leichtathletik | Olympische Spiele 1948 Medaillenspiegel Leichtathletik | Olympische Spiele 1948 Medaillenspiegel Leichtathletik | Olympische Spiele 1948 Medaillenspiegel Leichtathletik | Olympische Spiele 1948 Medaillenspiegel Leichtathletik | Olympische Spiele 1948 Medaillenspiegel Leichtathletik |
| Platz                                                  | Mannschaft                                             | Goldmedaillen                                          | Silbermedaillen                                        | Bronzemedaillen                                        | Total                                                  |
| ------------------------------------------------------ | ------------------------------------------------------ | ------------------------------------------------------ | ------------------------------------------------------ | ------------------------------------------------------ | ------------------------------------------------------ |
| 1                                                      | USA                                                    | 12                                                     | 5                                                      | 10                                                     | 29                                                     |
| 2                                                      | Schweden                                               | 5                                                      | 3                                                      | 5                                                      | 13                                                     |
| 3                                                      | Niederlande                                            | 4                                                      | –                                                      | 2                                                      | 6                                                      |
| 4                                                      | Frankreich                                             | 2                                                      | 3                                                      | 3                                                      | 8                                                      |
| 5                                                      | Ungarn                                                 | 2                                                      | –                                                      | 1                                                      | 3                                                      |
| 6                                                      | Australien                                             | 1                                                      | 3                                                      | 2                                                      | 6                                                      |
| 7                                                      | Italien                                                | 1                                                      | 3                                                      | 1                                                      | 5                                                      |
| 8                                                      | Ungarn                                                 | 1                                                      | –                                                      | –                                                      | 1                                                      |
| 9                                                      | Finnland                                               | 1                                                      | 2                                                      | –                                                      | 3                                                      |
| 9                                                      | Jamaika                                                | 1                                                      | 2                                                      | –                                                      | 3                                                      |
| 11                                                     | Argentinien                                            | 1                                                      | 1                                                      | –                                                      | 2                                                      |
| 11                                                     | Tschechoslowakei                                       | 1                                                      | 1                                                      | –                                                      | 2                                                      |
| 13                                                     | Belgien                                                | 1                                                      | –                                                      | 1                                                      | 2                                                      |
| 13                                                     | Österreich                                             | 1                                                      | –                                                      | 1                                                      | 2                                                      |
| 15                                                     | Großbritannien                                         | –                                                      | 6                                                      | 1                                                      | 7                                                      |
| 16                                                     | Schweiz                                                | –                                                      | 1                                                      | 1                                                      | 2                                                      |
| 17                                                     | Ceylon                                                 | –                                                      | 1                                                      | –                                                      | 1                                                      |
| 17                                                     | Jugoslawien                                            | –                                                      | 1                                                      | –                                                      | 1                                                      |
| 17                                                     | Norwegen                                               | –                                                      | 1                                                      | –                                                      | 1                                                      |
| 20                                                     | Panama                                                 | –                                                      | –                                                      | 2                                                      | 2                                                      |
| 21                                                     | Dänemark                                               | –                                                      | –                                                      | 1                                                      | 1                                                      |
| 21                                                     | Kanada                                                 | –                                                      | –                                                      | 1                                                      | 1                                                      |
| 21                                                     | Türkei                                                 | –                                                      | –                                                      | 1                                                      | 1                                                      |

Bei den XIV. Olympischen Spielen 1948 in London fanden 33 Wettkämpfe in der Leichtathletik statt.

## Teilnehmer
Wie schon nach dem Ersten Weltkrieg waren auch jetzt bei der ersten Austragung von Olympischen Spielen nach dem Zweiten Weltkrieg einige Nationen von der Teilnahme ausgeschlossen. Dies betraf diesmal Deutschland und Japan. Außerdem nahm die Sowjetunion nicht teil – sie hatte damals noch kein eigenes Olympisches Komitee.

## Stadion
Austragungsort war das Londoner Wembley-Stadion, erbaut im Jahre 1923 im Hinblick auf die dort stattfindende British Empire Exhibition und später genutzt vor allem für Fußballveranstaltungen. Für die Austragung der Leichtathletikwettbewerbe bei diesen Olympischen Spielen hatte man eigens eine bisher nicht vorhandene Aschenbahn angelegt.
Insgesamt waren die Rahmenbedingungen in dem damals sehr von seiner Smogbelastung betroffenen London nicht gerade leistungsfördernd. Die schlechte Atemluft machte den Athleten zu schaffen und hatte auch Einfluss auf die Wettbewerbe. So konnte sich beispielsweise der schon einige Jahre in London lebende Jamaikaner Arthur Wint auf diese Bedingungen in seinem 400-Meter-Lauf sehr gut einstellen und schlug seinen hoch favorisierten Landsmann Herb McKenley.

## Wettbewerbe
Im Wettbewerbsangebot gab es gegenüber 1936 ein paar Erweiterungen. Bei den Männern kam mit dem 10.000-Meter-Gehen ein zweiter Gehwettbewerb hinzu. Damit war das Wettkampfprogramm der Männer abgesehen von der damals kürzeren Distanz des neu eingeführten Gehwettbewerbs gegenüber heute fast identisch. Bei den Frauen gab es eine Aufstockung um drei Disziplinen, hinzu kamen der 200-Meter-Lauf, der Weitsprung und das Kugelstoßen. Somit standen im Programm der Frauen nun neun Wettbewerbe: im Laufen der 100- und 200-Meter-Lauf, der 80-Meter-Hürdenlauf sowie die 4-mal-100-Meter-Staffel, im Springen der Hoch- und Weitsprung, im Werfen das Kugelstoßen, der Diskus- und Speerwurf. Hier fehlten noch zahlreiche Disziplinen, vor allem der Laufbereich war ohne jede Mittel- und Langstrecke noch äußerst eingeschränkt.

## Sportliche Erfolge
Angesichts des erst drei Jahre zurückliegenden Weltkriegs und all den Sorgen, Einschränkungen und Nöten waren die sportlichen Leistungen erstaunlich gut und standen auf einem hohen Niveau. Es gab zwar keinen Weltrekord, jedoch wurden 26 olympische Rekorde in den Vorläufen und Finals neu auf- oder eingestellt:
- 100-Meter-Lauf, Männer: 10,3 s (egalisiert) – Harrison Dillard (USA), Finale
- 400-Meter-Lauf, Männer: 46,2 s (egalisiert) – Arthur Wint (Jamaika), Finale
- 800-Meter-Lauf, Männer: 1:49,2 min – Mal Whitfield (USA), Finale
- 5000-Meter-Lauf, Männer: 14:17,8 min – Gaston Reiff (Belgien), Finale
- 10.000-Meter-Lauf, Männer: 29:59,6 min – Emil Zátopek (Tschechoslowakei), Finale
- 110-Meter-Hürdenlauf, Männer: 14,1 s (egalisiert) – William Porter (USA), Halbfinale
- 110-Meter-Hürdenlauf, Männer: 13,9 s – William Porter (USA), Finale
- 400-Meter-Hürdenlauf, Männer: 51,9 s – Rune Larsson (Schweden), Halbfinale
- 400-Meter-Hürdenlauf, Männer: 51,9 s (egalisiert) – Roy Cochran (USA), Halbfinale
- 400-Meter-Hürdenlauf, Männer: 51,1 s – Roy Cochran (USA), Finale
- 10.000-Meter-Bahngehen, Männer: 45:03,0 min – John Mikaelsson (Schweden), Vorrunde
- Kugelstoßen, Männer: 16,47 m – Wilbur Thompson (USA), Finale
- Kugelstoßen, Männer: 17,12 m – Wilbur Thompson (USA), Finale
- Diskuswurf, Männer: 51,08 m – Adolfo Consolini (Italien), Qualifikation
- Diskuswurf, Männer: 51,78 m – Giuseppe Tosi (Italien), Finale
- Diskuswurf, Männer: 52,78 m – Adolfo Consolini (Italien), Finale
- 100-Meter-Lauf, Frauen: 11,9 s (egalisiert) – Fanny Blankers-Koen (Niederlande), Finale
- 80-Meter-Hürdenlauf, Frauen: 11,2 s – Fanny Blankers-Koen (Niederlande), Finale
- 80-Meter-Hürdenlauf, Frauen: 11,2 s – Maureen Gardner (Großbritannien), Finale
- Hochsprung, Frauen: 1,68 m – Alice Coachman (USA), Finale
- Hochsprung, Frauen: 1,68 m – Dorothy Tyler (Großbritannien), Finale
- Weitsprung, Frauen: 5,64 m – Yvonne Curtet (Frankreich), Qualifikation
- Weitsprung, Frauen: 5,695 m – Olga Gyarmati (Ungarn), Finale
- Kugelstoßen, Frauen: 13,14 m – Micheline Ostermeyer (Frankreich), Qualifikation
- Kugelstoßen, Frauen: 13,75 m – Micheline Ostermeyer (Frankreich), Finale
- Speerwurf, Frauen: 45,57 m – Herma Bauma (Österreich), Finale

Streng genommen fehlt in der Auflistung oben ein olympischer Rekord. Im Weitsprung der Männer hatte der US-Amerikaner Jesse Owens bei den Olympischen Spielen 1936 mit 8,06 m den ersten Sprung über acht Meter erzielt. Dabei hatte er allerdings zu starke Windunterstützung, sodass diese Weite streng genommen nicht in Rekord- oder Bestenlisten aufgenommen werden konnte. Somit hätte vor den Spielen hier in London Robert LeGendres Weite von 7,765 m – erzielt bei den Olympischen Spielen 1924 im Fünfkampf – eigentlich Gültigkeit als olympischer Rekord haben müssen. Doch in allen zugrunde liegenden Veröffentlichungen wird Jesse Owens Weite als olympischer Rekord benannt. Mit seinem Siegessprung von 7,825 m erzielte Willie Steele bei den Spielen hier in London die streng genommen größte reguläre Weite, die bis hierher bei Olympischen Spielen erreicht wurde.
Erfolgreichste Nation waren wie bei allen Spielen in der Leichtathletik zuvor die Vereinigten Staaten mit zwölf Goldmedaillen. Mit deutlichem Abstand rangierte Schweden mit fünf Olympiasiegen auf dem zweiten Platz knapp vor den Niederlanden, die viermal ganz vorne lagen. Je zwei Goldmedaillen errangen Frankreich und Ungarn.
Herausragende Sportlerin dieser Spiele war die Niederländerin Fanny Blankers-Koen, die sämtliche Laufwettbewerbe (100, 200 Meter, 80 Meter Hürden, 4-mal-100-Meter-Staffel) für sich entschied. Sie war bereits 1936 als Hochsprungfünfte erfolgreich gewesen – damals noch unter dem Namen Fanny Koen.
Der Gewinn je zweier Gold- und einer Bronzemedaille gelang zwei Sportlern:
- Die Französin Micheline Ostermeyer wurde Olympiasiegerin im Kugelstoßen und Diskuswurf und belegte Rang drei im Hochsprung. Sie war über den Sport hinaus eine sehr bekannte und erfolgreiche Pianistin.
- Der US-Amerikaner Mal Whitfield gewann Gold über 800 Meter und mit der 4-mal-400-Meter-Staffel sowie Bronze über 400 Meter.
- Es gab drei weitere US-Amerikaner, die je zweimal Olympiasieger wurden:
  - Harrison Dillard – 100 Meter und 4-mal-100-Meter-Staffel
  - Roy Cochran – 400 Meter Hürden und 4-mal-400-Meter-Staffel
  - Mel Patton – 200 Meter und 4-mal-100-Meter-Staffel

Aufgrund der kriegsbedingten Unterbrechung des Austragungsrhythmus der Olympischen Spiele gab es diesmal keine Sportler, die in den Jahren zuvor bereits einmal Gold errungen hatten.

## Resultate Männer

### 100 m

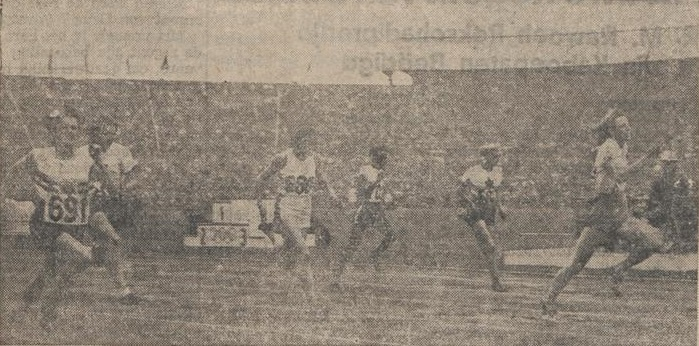
Das 100-Meter-Finale

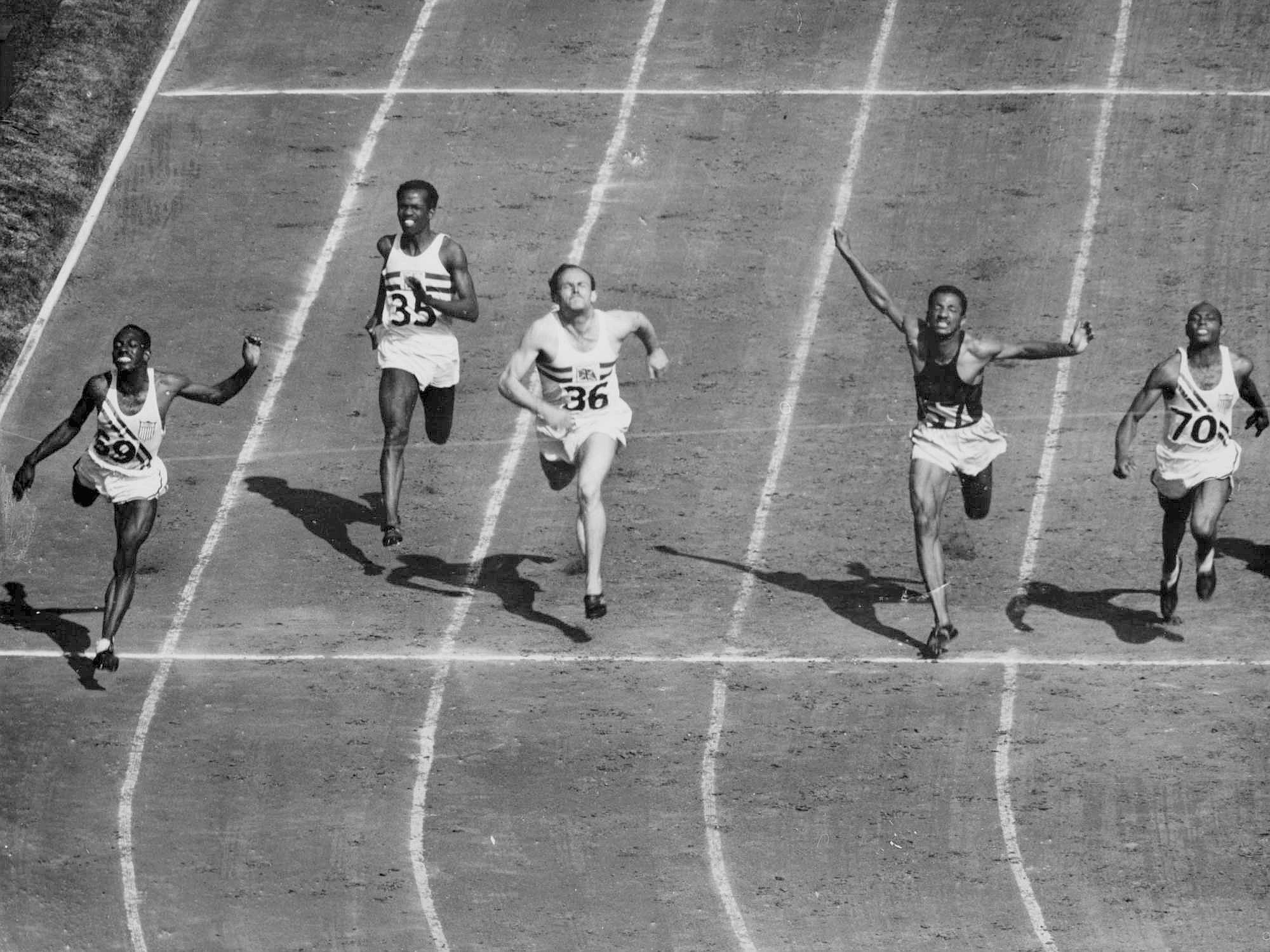
100-Meter-Zieleinlauf (v. l. n. r.): Harrison Dillard, McDonald Bailey, Alastair McCorquodale, Lloyd LaBeach, Barney Ewell, nicht im Bild: Mel Patton

| Platz | Athlet                | Land | Offiz. hand- gestoppte Zeit | Inoffiz. elek- tron. Zeit |
| ----- | --------------------- | ---- | --------------------------- | ------------------------- |
| 1     | Harrison Dillard      | USA  | 10,3 s ORe                  | 10,5 s0                   |
| 2     | Barney Ewell          | USA  | 10,4 s0000                  | 10,56 s                   |
| 3     | Lloyd LaBeach         | PAN  | 10,6 s0000                  | 10,59 s                   |
| 4     | Alastair McCorquodale | GBR  | k. A.0000                   | 10,61 s                   |
| 5     | Mel Patton            | USA  | k. A.0000                   | 10,67 s                   |
| 6     | McDonald Bailey       | GBR  | k. A.0000                   | 10,81 s                   |

Finale: 31. Juli

Wind: +1,6 m/s

### 200 m

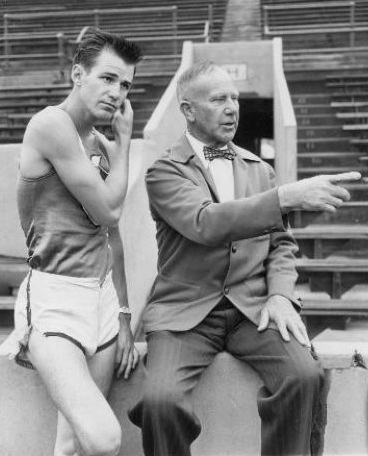
Olympiasieger Mel Patton – hier mit seinem Trainer Dean Cromwell

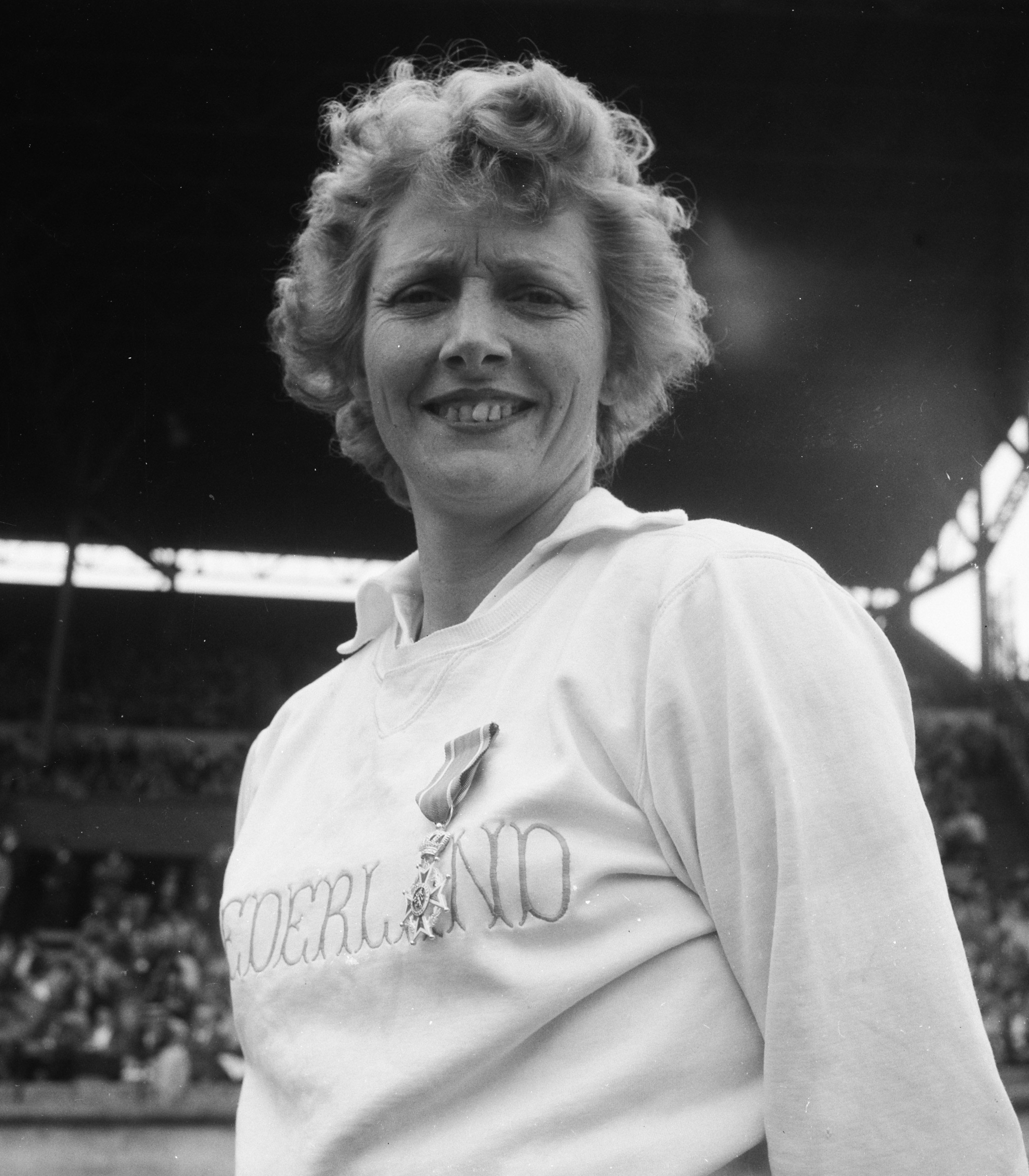
Fanny Blankers-Koen gewann hier ihre bereits dritte von vier Goldmedaillen in London

| Platz | Athlet         | Land | Offiz. hand- gestoppte Zeit | Inoffiz. elek- tron. Zeit |
| ----- | -------------- | ---- | --------------------------- | ------------------------- |
| 1     | Mel Patton     | USA  | 21,1 s000                   | 21,3 s0                   |
| 2     | Barney Ewell   | USA  | 21,1 s000                   | 21,35 s                   |
| 3     | Lloyd LaBeach  | PAN  | 21,2 s000                   | 21,50 s                   |
| 4     | Herb McKenley  | JAM  | 21,3 s (g)                  | 21,53 s                   |
| 5     | Cliff Bourland | USA  | 21,4 s (g)                  | 21,57 s                   |
| 6     | Leslie Laing   | JAM  | 21,9 s (g)                  | 22,02 s                   |

Finale: 3. August

Wind: ±0,0 m/s
Anmerkung: (g) = geschätzt

### 400 m

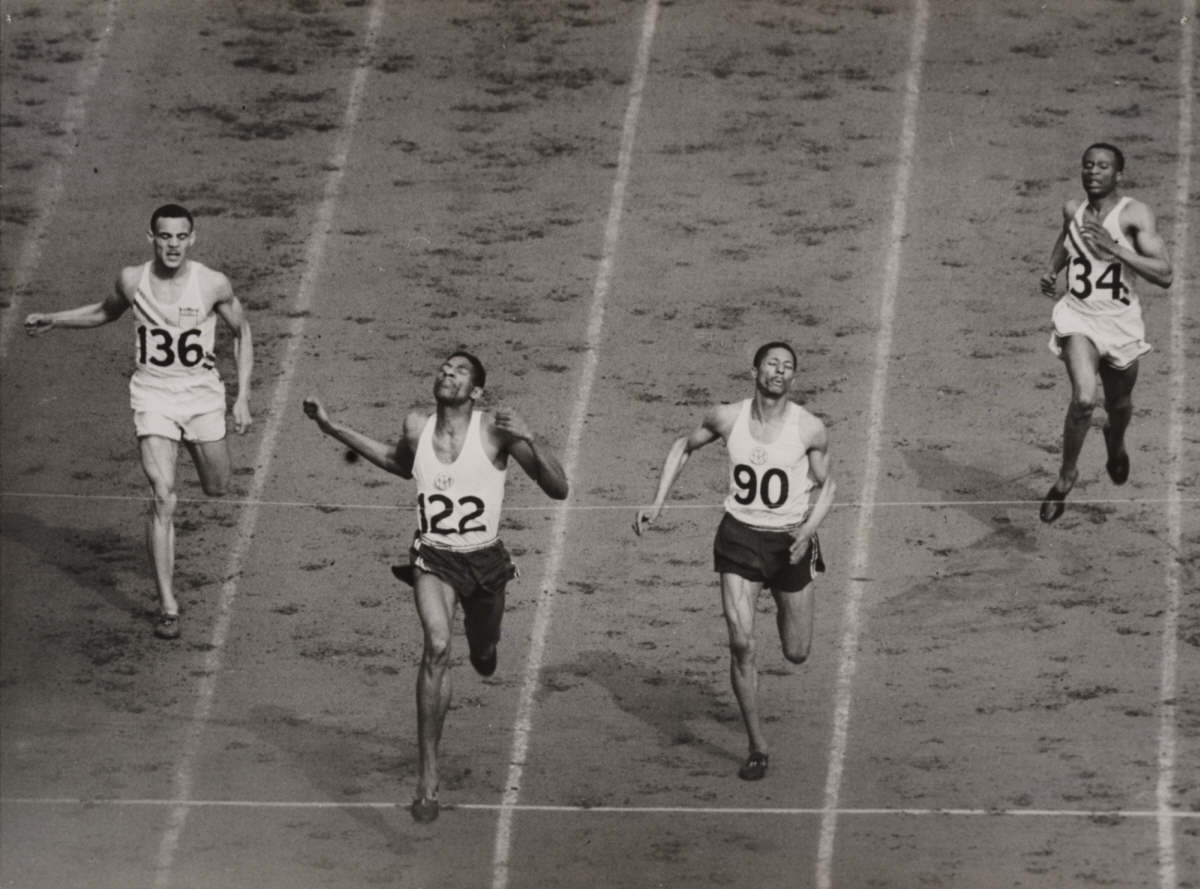
Finaleinlauf über 400 Meter: Arthur Wint (122) vor Herb McKenley (90), Mal Whitfield (136) und David Bolen (134)

| Platz | Athlet         | Land | Offiz. hand- gestoppte Zeit | Inoffiz. elek- tron. Zeit |
| ----- | -------------- | ---- | --------------------------- | ------------------------- |
| 1     | Arthur Wint    | JAM  | 46,2 s ORe                  | 46,3 s0                   |
| 2     | Herb McKenley  | JAM  | 46,4 s0000                  | 46,56 s                   |
| 3     | Mal Whitfield  | USA  | 46,9 s0000                  | 46,96 s                   |
| 4     | David Bolen    | USA  | 47,2 s0000                  | 47,20 s                   |
| 5     | Morris Curotta | AUS  | 47,9 s0000                  | 48,07 s                   |
| 6     | George Guida   | USA  | 50,2 s0000                  | 50,80 s                   |

Finale: 5. August

### 800 m

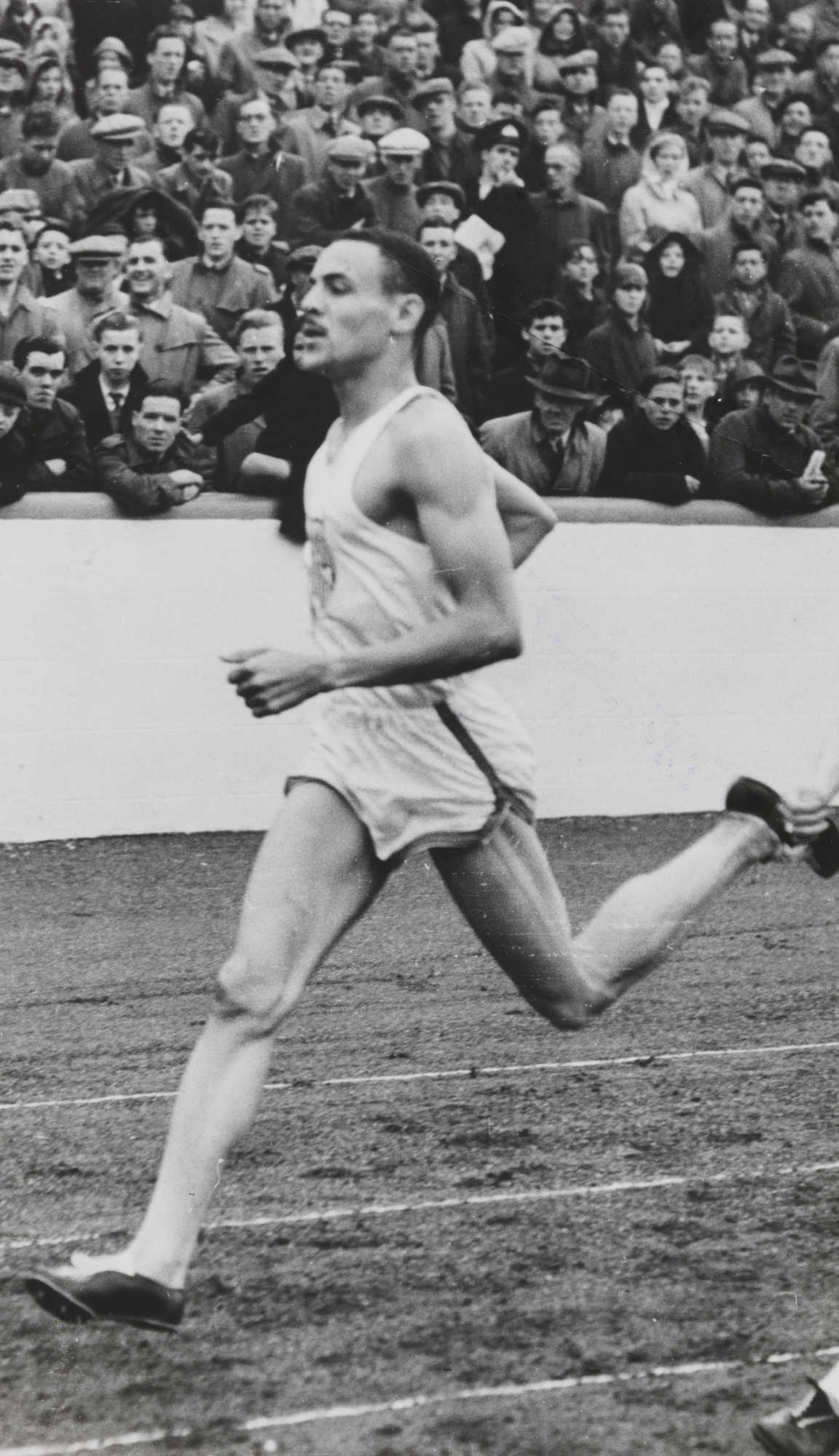
Olympiasieger Mal Whitfield

| Platz | Athlet              | Land | Zeit (min) |
| ----- | ------------------- | ---- | ---------- |
| 1     | Mal Whitfield       | USA  | 1:49,2 OR  |
| 2     | Arthur Wint         | JAM  | 1:49,5     |
| 3     | Marcel Hansenne     | FRA  | 1:49,8     |
| 4     | Herbert Barten      | USA  | 1:50,1     |
| 5     | Ingvar Bengtsson    | SWE  | 1:50,5     |
| 6     | Robert Chambers     | USA  | 1:52,1     |
| 7     | Robert Chef d’Hôtel | FRA  | 1:53,0     |
| 8     | John Parlett        | GBR  | 1:53,4     |

Finale: 2. August

### 1500 m
| Platz | Athlet           | Land | Zeit (min) |
| ----- | ---------------- | ---- | ---------- |
| 1     | Henry Eriksson   | SWE  | 3:49,8     |
| 2     | Lennart Strand   | SWE  | 3:50,4     |
| 3     | Willem Slijkhuis | NED  | 3:50,4     |
| 4     | Václav Čevona    | TCH  | 3:51,2     |
| 5     | Gösta Bergkvist  | SWE  | 3:52,2     |
| 6     | Bill Nankeville  | GBR  | 3:52,6     |
| 7     | Donald Gehrmann  | USA  | 3;54,4     |
| 8     | Erik Jørgensen   | DEN  | 3:54,5     |

Finale: 6. August

### 5000 m

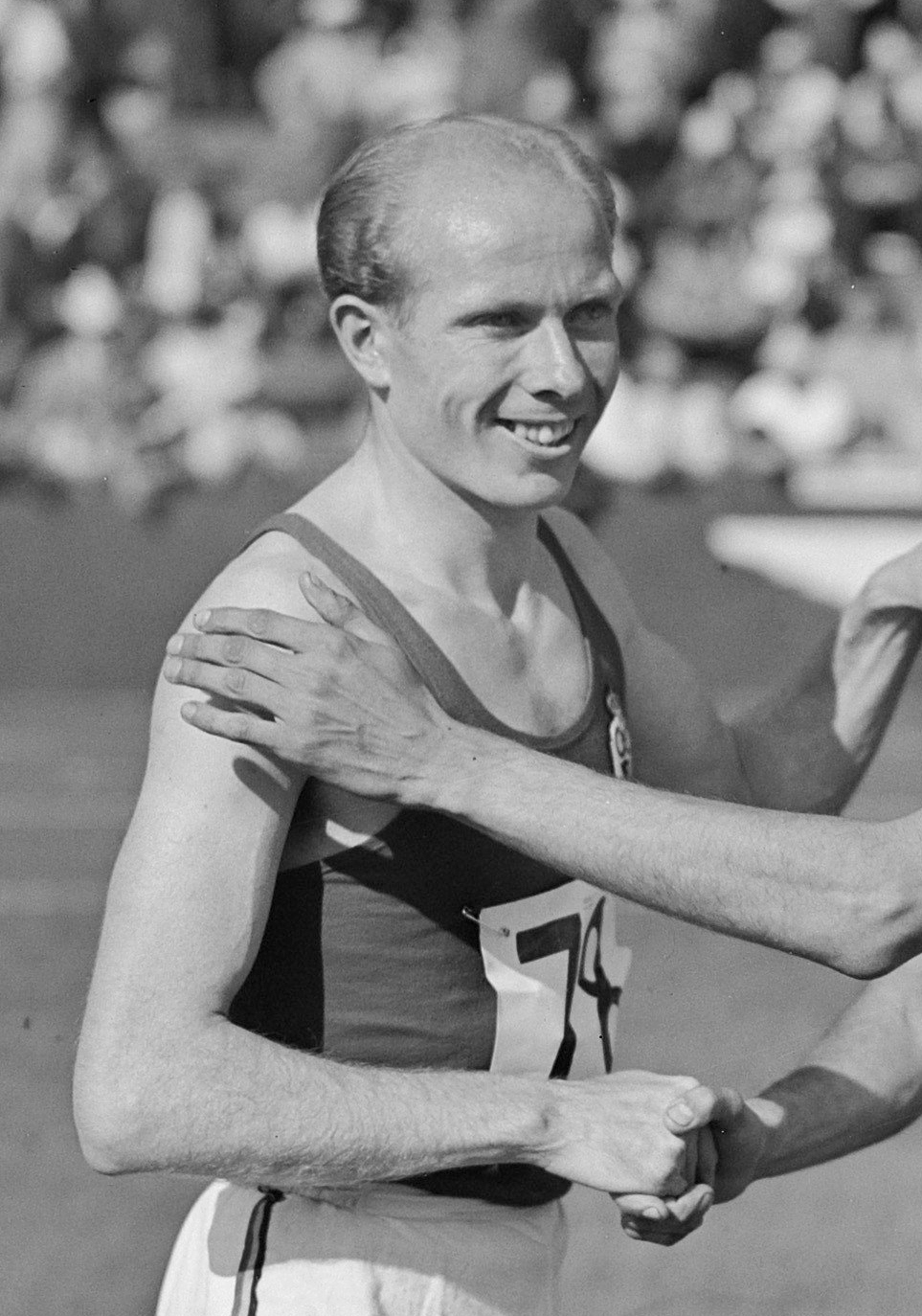
Olympiasieger Gaston Reiff

| Platz | Athlet            | Land | Zeit (min) |
| ----- | ----------------- | ---- | ---------- |
| 1     | Gaston Reiff      | BEL  | 14:17,6 OR |
| 2     | Emil Zátopek      | TCH  | 14:17,8    |
| 3     | Willem Slijkhuis  | NED  | 14:26,8    |
| 4     | Erik Ahldén       | SWE  | 14:28,6    |
| 5     | Bertil Albertsson | SWE  | 14:39,0    |
| 6     | Curtis Stone      | USA  | 14:39,4    |
| 7     | Väinö Koskela     | FIN  | 14:41,0    |
| 8     | Väinö Mäkelä      | FIN  | 14:43,0    |

Finale: 2. August

### 10.000 m
| Platz | Athlet            | Land | Zeit (min) |
| ----- | ----------------- | ---- | ---------- |
| 1     | Emil Zátopek      | TCH  | 29:59,6 OR |
| 2     | Alain Mimoun      | FRA  | 30:47,4    |
| 3     | Bertil Albertsson | SWE  | 30:53,6    |
| 4     | Martin Stokken    | NOR  | 30:58,6    |
| 5     | Severt Dennolf    | SWE  | 31:05,0    |
| 6     | Ben Saïd Abdallah | FRA  | 31:07,8    |
| 7     | Stan Cox          | GBR  | 31:08,0    |
| 8     | Jim Peters        | GBR  | 31:16,0    |

30. Juli

### Marathon

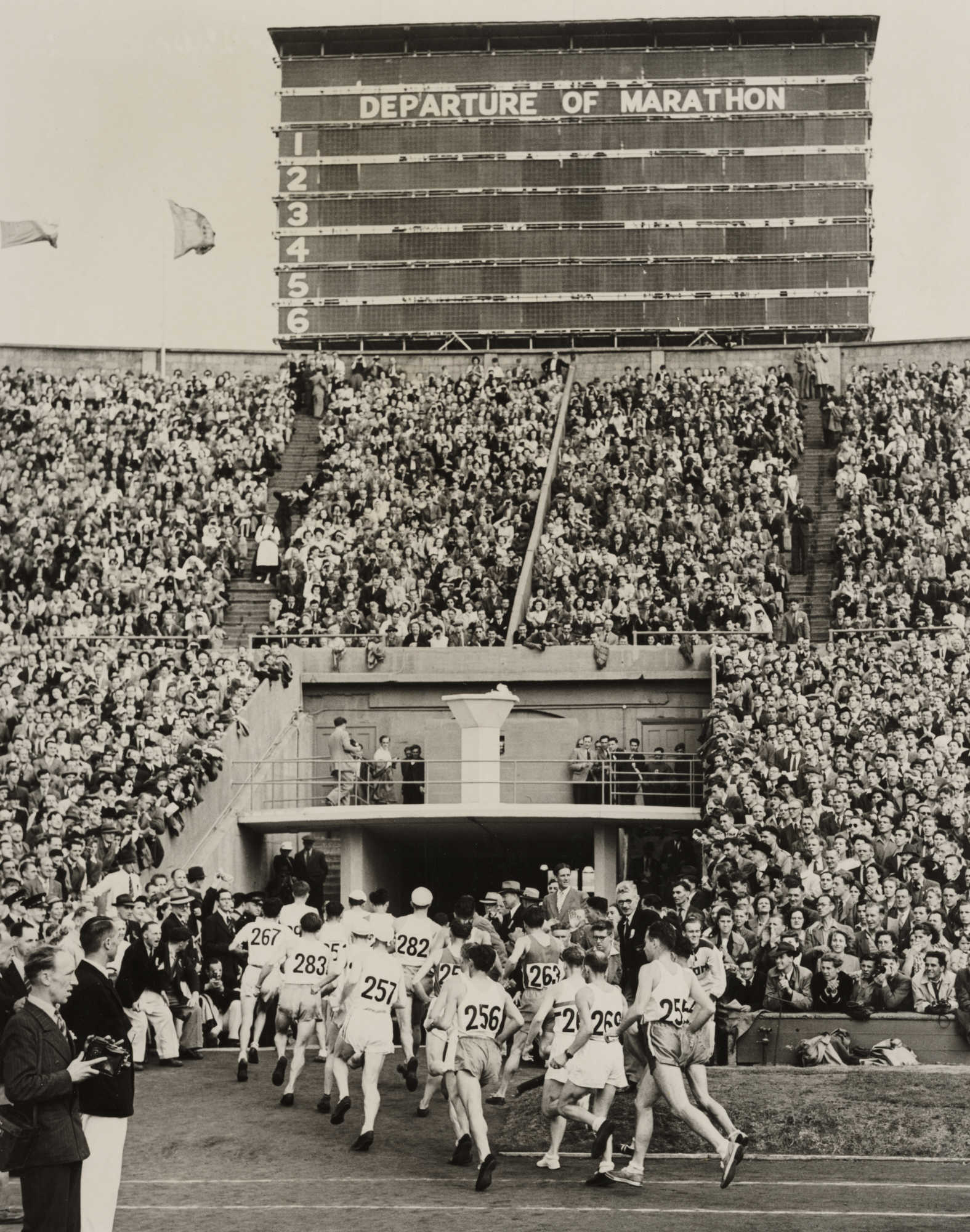
Start des Marathonlaufs

| Platz | Athlet           | Land | Zeit (h)  |
| ----- | ---------------- | ---- | --------- |
| 1     | Delfo Cabrera    | ARG  | 2:34:51,6 |
| 2     | Tom Richards     | GBR  | 2:35:07,6 |
| 3     | Étienne Gailly   | BEL  | 2:35:33,6 |
| 4     | Johannes Coleman | RSA  | 2:36:06,0 |
| 5     | Eusebio Guiñez   | ARG  | 2:36:36,0 |
| 6     | Syd Luyt         | RSA  | 2:38:11,0 |
| 7     | Gustav Östling   | SWE  | 2:38:40,6 |
| 8     | John Systad      | NOR  | 2:38:41,0 |

7. August

### 110 m Hürden
| Platz | Athlet          | Land | Offiz. hand- gestoppte Zeit | Inoffiz. elek- tron. Zeit |
| ----- | --------------- | ---- | --------------------------- | ------------------------- |
| 1     | William Porter  | USA  | 13,9 s OR                   | 14,2 s0                   |
| 2     | Clyde Scott     | USA  | 14,1 s000                   | 14,24 s                   |
| 3     | Craig Dixon     | USA  | 14,1 s000                   | 14,29 s                   |
| 4     | Alberto Triulzi | ARG  | 14,6 s000                   | 14,71 s                   |
| 5     | Peter Gardner   | AUS  | 14,7 s (g)                  | 14,79 s                   |
| 6     | Håkan Lidman    | SWE  | 14,8 s (g)                  | 14,86 s                   |

Finale: 4. August

Wind: ±0,0 m/s

### 400 m Hürden
| Platz | Athlet          | Land | Offiz. hand- gestoppte Zeit | Inoffiz. elek- tron. Zeit |
| ----- | --------------- | ---- | --------------------------- | ------------------------- |
| 1     | Roy Cochran     | USA  | 51,1 s OR                   | 51,3 s0                   |
| 2     | Duncan White    | CEY  | 51,8 s000                   | 52,06 s                   |
| 3     | Rune Larsson    | SWE  | 52,2 s000                   | 52,30 s                   |
| 4     | Dick Ault       | USA  | 52,4 s000                   | 52,56 s                   |
| 5     | Yves Cros       | FRA  | 53,3 s000                   | 53,48 s                   |
| 6     | Ottavio Missoni | ITA  | 54,0 s000                   | 54,15 s                   |

Finale: 31. Juli

### 3000 m Hindernis
| Platz | Athlet              | Land | Zeit (min) |
| ----- | ------------------- | ---- | ---------- |
| 1     | Tore Sjöstrand      | SWE  | 9:04,6     |
| 2     | Erik Elmsäter       | SWE  | 9:08,2     |
| 3     | Göte Hagström       | SWE  | 9:11,8     |
| 4     | Alex Guyodo         | FRA  | 9:13,6     |
| 5     | Pentti Siltaloppi   | FIN  | 9:19,6     |
| 6     | Petar Šegedin       | YUG  | 9:20,4     |
| 7     | Browning Ross       | USA  | 9;24,1     |
| 8     | Constantino Miranda | ESP  | 9:26,6     |

Finale: 5. August

### 4 × 100 m Staffel

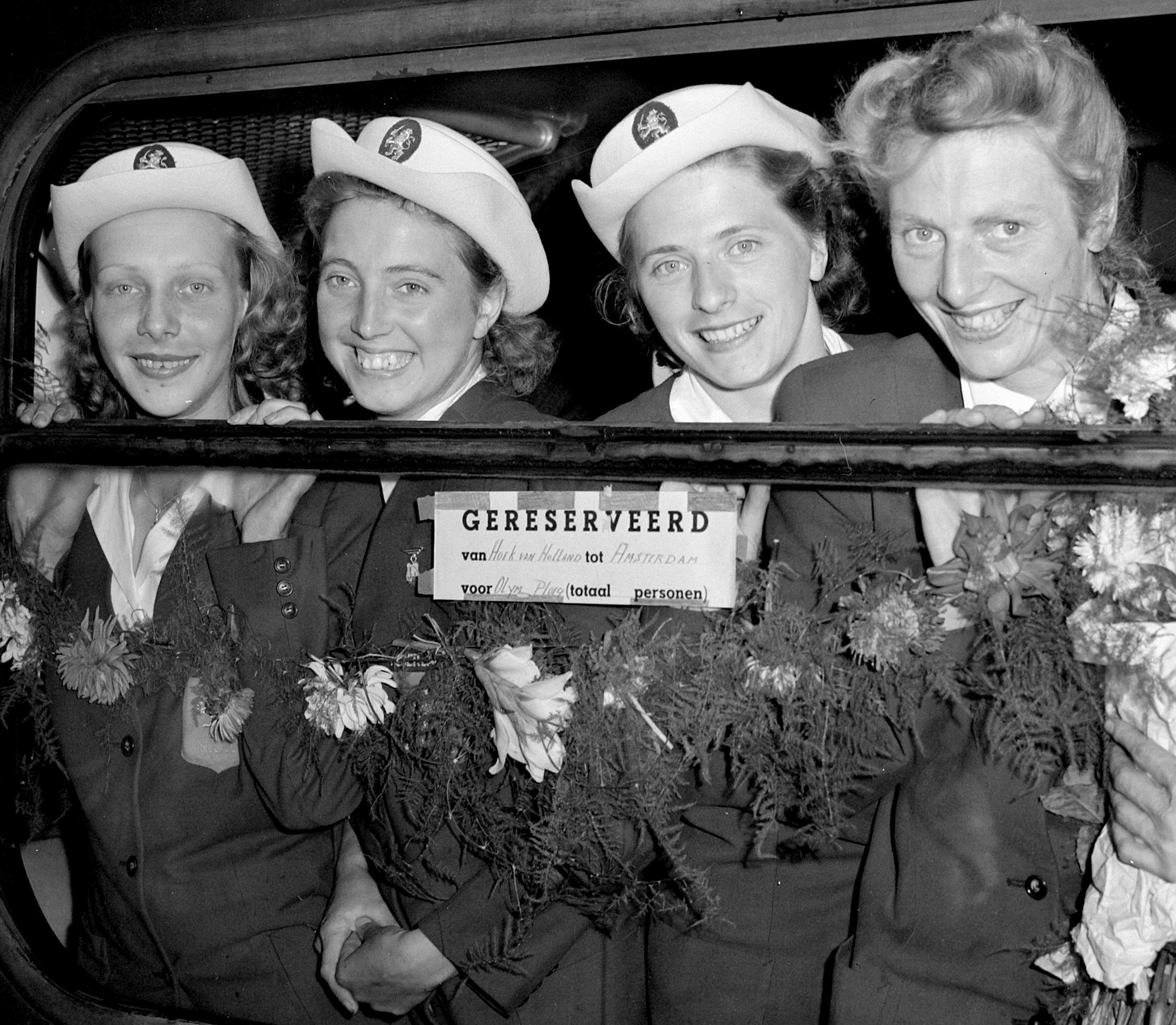
Die Olympiasiegerinnen kommen in Hoek van Holland an (v. l. n. r.): Xenia Stad-de Jong, Nettie Witziers-Timmer, Gerda van der Kade-Koudijs, Fanny Blankers-Koen

| Pl. | Land           | Athleten                                                 | Offiz. handge- stop. Zeit | Inoffiz. elek- tron. Zeit |
| --- | -------------- | -------------------------------------------------------- | ------------------------- | ------------------------- |
| 1   | USA            | Barney Ewell Lorenzo Wright Harrison Dillard Mel Patton  | 40,6 s                    | 40,70 s                   |
| 2   | Großbritannien | Jack Archer John Gregory Alastair McCorquodale Ken Jones | 41,3 s                    | 41,41 s                   |
| 3   | Italien        | Enrico Perucconi Antonio Siddi Carlo Monti Michele Tito  | 41,5 s                    | 41,71 s                   |
| 4   | Ungarn         | Ferenc Tima László Bartha György Csányi Béla Goldoványi  | 41,6 s                    | 41,90 s                   |
| 5   | Kanada         | Don McFarlane James O’Brien Donald Pettie Edward Haggis  | 41,9 s                    | 41,92 s                   |
| 6   | Niederlande    | Jan Lammers Jan Meijer Gabe Scholten Jo Zwaan            | 41,9 s                    | 41,97 s                   |

Finale: 7. August

### 4 × 400 m Staffel
| Platz | Land       | Athleten                                                         | Zeit (min) |
| ----- | ---------- | ---------------------------------------------------------------- | ---------- |
| 1     | USA        | Arthur Harnden Cliff Bourland Roy Cochran Mal Whitfield          | 3:10,4     |
| 2     | Frankreich | Jean Kerebel Francis Schewetta Robert Chef d’Hôtel Jacques Lunis | 3:14,8     |
| 3     | Schweden   | Kurt Lundquist Lars-Erik Wolfbrandt Folke Alnevik Rune Larsson   | 3:16,0     |
| 4     | Finnland   | Tauno Suvanto Olavi Talja Runar Holmberg Bertel Storskrubb       | 3:24,8     |
|       | Jamaika    | George Rhoden Leslie Laing Arthur Wint Herb McKenley             | DNF        |
|       | Italien    | Gianni Rocca Ottavio Missoni Luigi Paterlini Antonio Siddi       | DNF        |

Finale: 7. August

### 10.000 m Gehen

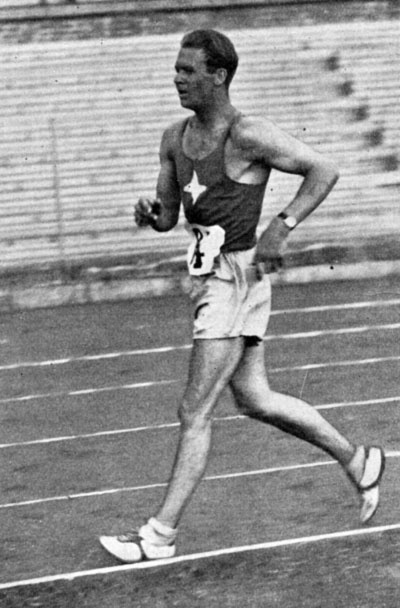
Olympiasieger John Mikaelsson

| Platz | Athlet            | Land | Zeit (min) |
| ----- | ----------------- | ---- | ---------- |
| 1     | John Mikaelsson   | SWE  | 45:13,2    |
| 2     | Ingemar Johansson | SWE  | 45:43,8    |
| 3     | Fritz Schwab      | SUI  | 46:00,2    |
| 4     | Charles Morris    | GBR  | 46:04,0    |
| 5     | Harry Churcher    | GBR  | 46:28,0    |
| 6     | Émile Maggi       | FRA  | 47:02,8    |
| 7     | Ronald West       | GBR  | k. A.      |
| 8     | Gianni Corsaro    | ITA  | k. A.      |

Finale: 7. August

### 50 km Gehen

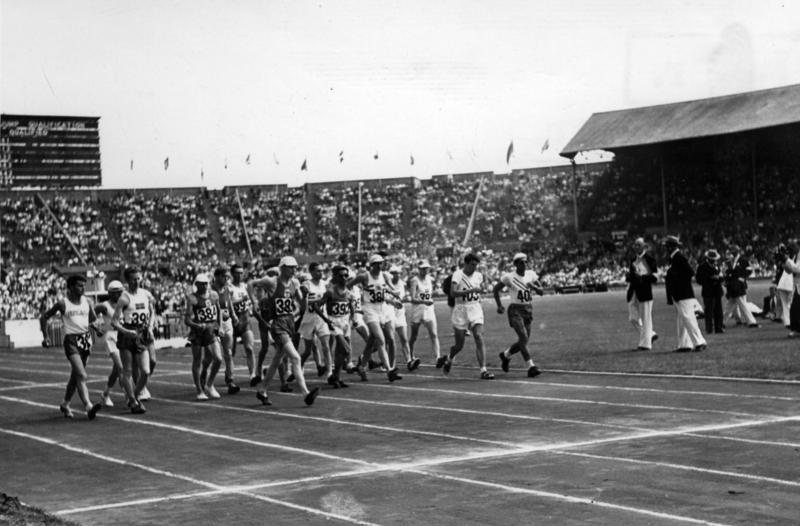
Start des Wettbewerbs im 50-km-Gehen

| Platz | Athlet              | Land | Zeit (h) |
| ----- | ------------------- | ---- | -------- |
| 1     | John Ljunggren      | SWE  | 4:41:52  |
| 2     | Gaston Godel        | SUI  | 4:48:17  |
| 3     | Tebbs Lloyd Johnson | GBR  | 4:48:31  |
| 4     | Edgar Bruun         | NOR  | 4:53:18  |
| 5     | Herbert Martineau   | GBR  | 4:53:58  |
| 6     | Rune Bjurström      | SWE  | 4:56:43  |
| 7     | Pierre Mazille      | FRA  | 5:01:40  |
| 8     | Claude Hubert       | FRA  | 5:03:12  |

31. Juli

### Hochsprung

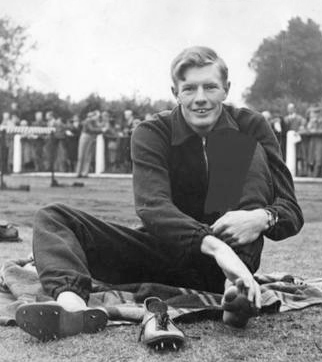
Olympiasieger John Winter

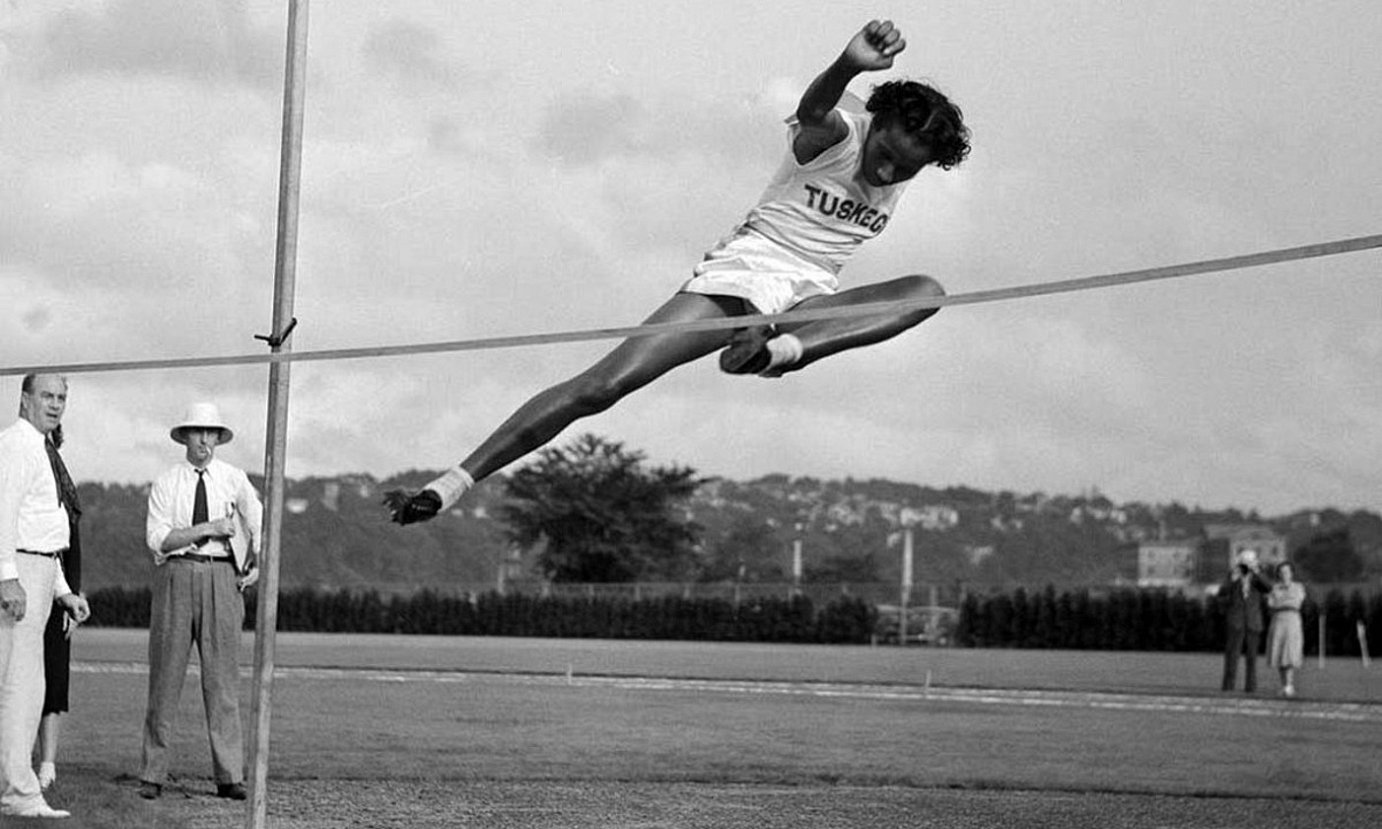
Olympiasiegerin Alice Coachman

| Platz | Athlet          | Land | Höhe (m) |
| ----- | --------------- | ---- | -------- |
| 1     | John Winter     | AUS  | 1,98     |
| 2     | Bjørn Paulson   | NOR  | 1,95     |
| 3     | George Stanich  | USA  | 1,95     |
| 4     | Dwight Eddleman | USA  | 1,95     |
| 5     | Georges Damitio | FRA  | 1,95     |
| 6     | Arthur Jackes   | CAN  | 1,90     |
| 7     | Alan Paterson   | GBR  | 1,90     |
| 7     | Hans Wahli      | SUI  | 1,90     |

Finale: 30. Juli

### Stabhochsprung
| Platz | Athlet          | Land | Höhe (m) |
| ----- | --------------- | ---- | -------- |
| 1     | Guinn Smith     | USA  | 4,30     |
| 2     | Erkki Kataja    | FIN  | 4,20     |
| 3     | Bob Richards    | USA  | 4,20     |
| 4     | Erling Kaas     | NOR  | 4,10     |
| 5     | Ragnar Lundberg | SWE  | 4,10     |
| 6     | Boo Morcom      | USA  | 3,95     |
| 7     | Hugo Göllors    | SWE  | 3,95     |
| 7     | Valto Olenius   | FIN  | 3,95     |

Finale: 2. August

### Weitsprung
| Platz | Athlet                        | Land | Weite (m) |
| ----- | ----------------------------- | ---- | --------- |
| 1     | Willie Steele                 | USA  | 7,825     |
| 2     | Theo Bruce                    | AUS  | 7,555     |
| 3     | Herb Douglas                  | USA  | 7,545     |
| 4     | Lorenzo Wright                | USA  | 7,450     |
| 5     | Adegboyega Folaranmi Adedoyin | GBR  | 7,270     |
| 6     | Georges Damitio               | FRA  | 7,070     |
| 7     | Harry Whittle                 | GBR  | 7,030     |
| 8     | Felix Würth                   | AUT  | 7,000     |

Finale: 31. Juli

### Dreisprung
| Platz | Athlet              | Land | Weite (m) |
| ----- | ------------------- | ---- | --------- |
| 1     | Arne Åhman          | SWE  | 15,400    |
| 2     | George Avery        | AUS  | 15,365    |
| 3     | Ruhi Sarıalp        | TUR  | 15,025    |
| 4     | Preben Larsen       | DEN  | 14,830    |
| 5     | Geraldo de Oliveira | BRA  | 14,825    |
| 6     | Valle Rautio        | FIN  | 14,700    |
| 7     | Les McKeand         | AUS  | 14,530    |
| 8     | Adhemar da Silva    | BRA  | 14,490    |

Finale: 3. August

### Kugelstoßen
| Platz | Athlet              | Land | Weite (m) |
| ----- | ------------------- | ---- | --------- |
| 1     | Wilbur Thompson     | USA  | 17,12 OR  |
| 2     | Jim Delaney         | USA  | 16,68     |
| 3     | Jim Fuchs           | USA  | 16,42     |
| 4     | Mieczysław Łomowski | POL  | 15,43     |
| 5     | Gösta Arvidsson     | SWE  | 15,37     |
| 6     | Yrjö Lehtilä        | FIN  | 15,05     |
| 7     | Jaakko Jouppila     | FIN  | 14,59     |
| 8     | Čestmír Kalina      | TCH  | 14,55     |

Finale: 3. August

### Diskuswurf
| Platz | Athlet           | Land | Weite (m) |
| ----- | ---------------- | ---- | --------- |
| 1     | Adolfo Consolini | ITA  | 52,78 OR  |
| 2     | Giuseppe Tosi    | ITA  | 51,78     |
| 3     | Fortune Gordien  | USA  | 50,77     |
| 4     | Ivar Ramstad     | NOR  | 49,21     |
| 5     | Ferenc Klics     | HUN  | 48,21     |
| 6     | Veikko Nyqvist   | FIN  | 47,33     |
| 7     | Nikolaos Syllas  | GRE  | 47,25     |
| 8     | Stein Johnson    | NOR  | 46,54     |

Finale: 2. August

### Hammerwurf
| Platz | Athlet           | Land | Weite (m) |
| ----- | ---------------- | ---- | --------- |
| 1     | Imre Németh      | HUN  | 56,07     |
| 2     | Ivan Gubijan     | YUG  | 54,27     |
| 3     | Robert Bennett   | USA  | 53,73     |
| 4     | Samuel Felton    | USA  | 53,66     |
| 5     | Lauri Tamminen   | FIN  | 53,08     |
| 6     | Bo Ericson       | SWE  | 52,98     |
| 7     | Teseo Taddia     | ITA  | 51,74     |
| 8     | Einar Söderqvist | SWE  | 51,48     |

Finale: 31. Juli

### Speerwurf

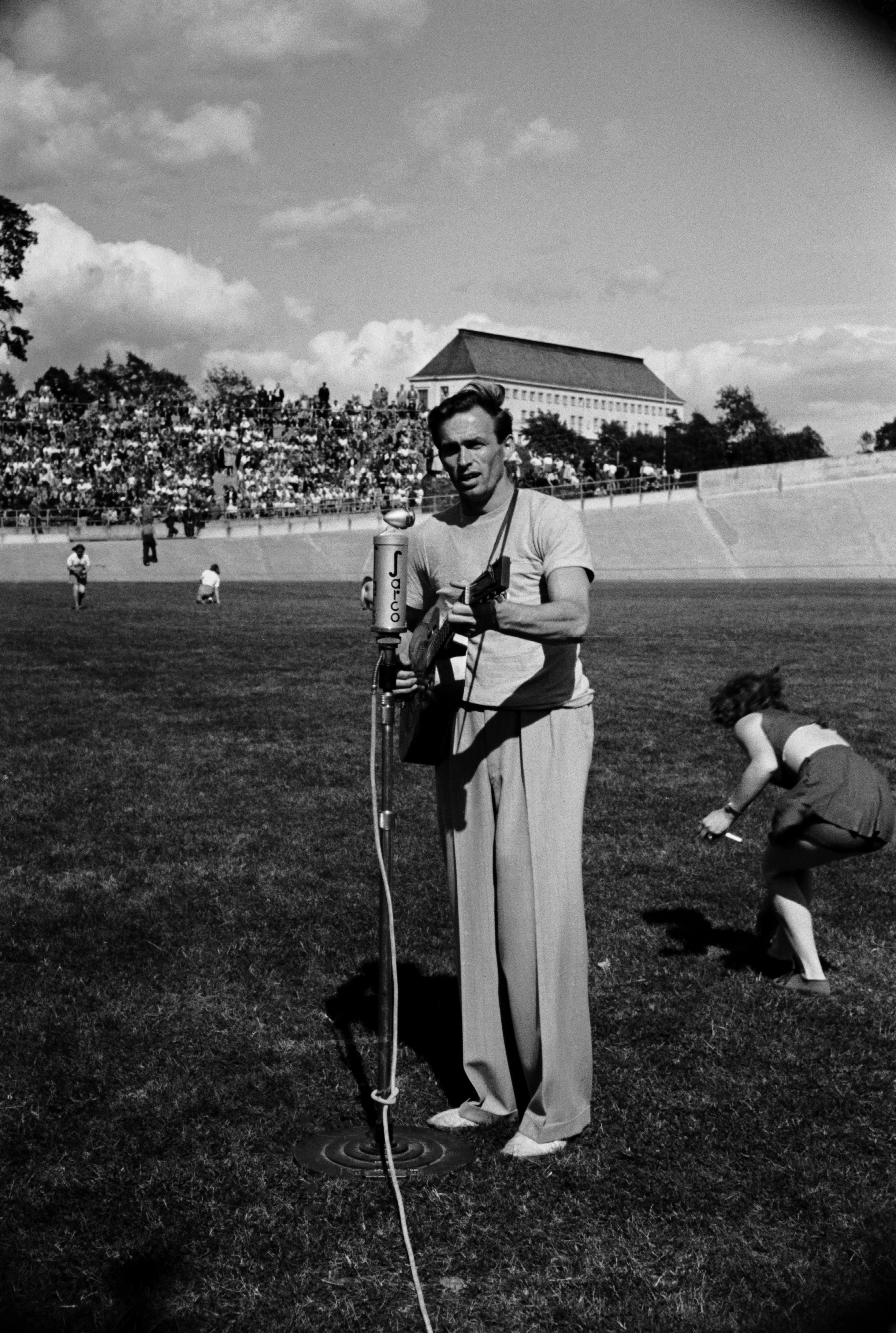
Olympiasieger Tapio Rautavaara (hier bei einer Einlage mit seiner Gitarre)

| Platz | Athlet           | Land | Weite (m) |
| ----- | ---------------- | ---- | --------- |
| 1     | Tapio Rautavaara | FIN  | 69,77     |
| 2     | Steve Seymour    | USA  | 67,56     |
| 3     | József Várszegi  | HUN  | 67,03     |
| 4     | Pauli Vesterinen | FIN  | 65,89     |
| 5     | Odd Mæhlum       | NOR  | 65,32     |
| 6     | Martin Biles     | USA  | 65,17     |
| 7     | Mirko Vujačić    | YUG  | 64,89     |
| 8     | Bob Likins       | USA  | 64,51     |

Finale: 4. August

### Zehnkampf

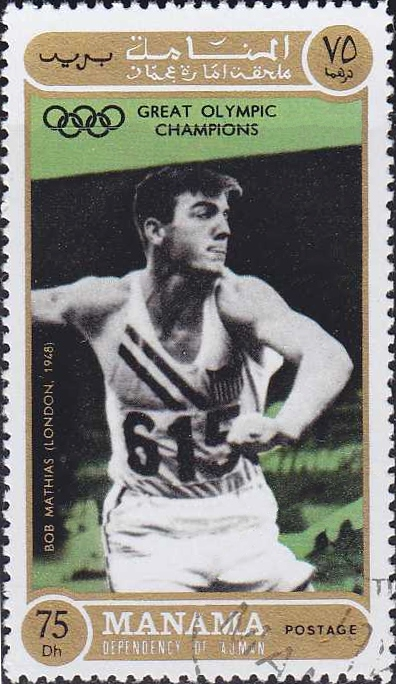
Olympiasieger Bob Mathias auf einer Briefmarke des Emirats Adschman aus dem Jahr 1971

| Platz | Athlet               | Land | P – offiz. Wert. | P – 85er Wert. |
| ----- | -------------------- | ---- | ---------------- | -------------- |
| 1     | Bob Mathias          | USA  | 7139             | 6628           |
| 2     | Ignace Heinrich      | FRA  | 6974             | 6559           |
| 3     | Floyd Simmons        | USA  | 6950             | 6531           |
| 4     | Enrique Kistenmacher | ARG  | 6929             | 6542           |
| 5     | Erik Andersson       | SWE  | 6877             | 6486           |
| 6     | Peter Mullins        | AUS  | 6739             | 6334           |
| 7     | Per Axel Eriksson    | SWE  | 6731             | 6391           |
| 8     | Irving Mondschein    | USA  | 6715             | 6331           |

5./6. August

## Resultate Frauen

### 100 m
| Platz | Athletin            | Land | Offiz. hand- gestoppte Zeit | Inoffiz. elek- tron. Zeit |
| ----- | ------------------- | ---- | --------------------------- | ------------------------- |
| 1     | Fanny Blankers-Koen | NED  | 11,9 s ORe                  | 12,2 s0                   |
| 2     | Dorothy Manley      | GBR  | 12,2 s0000                  | 12,40 s                   |
| 3     | Shirley Strickland  | AUS  | 12,2 s0000                  | 12,59 s                   |
| 4     | Viola Myers         | CAN  | 12,3 s (g)0                 | 12,63 s                   |
| 5     | Patricia Jones      | CAN  | 12,4 s (g)0                 | 12,69 s                   |
| 6     | Cynthia Thompson    | JAM  | 12,6 s (g)0                 | 12,87 s                   |

Finale: 2. August

Wind: ±0,0 m/s

### 200 m
| Platz | Athletin            | Land | Offiz. hand- gestoppte Zeit | Inoffiz. elek- tron. Zeit |
| ----- | ------------------- | ---- | --------------------------- | ------------------------- |
| 1     | Fanny Blankers-Koen | NED  | 24,4 s000                   | 24,4 s00                  |
| 2     | Audrey Williamson   | GBR  | 25,1 s000                   | 25,20 s0                  |
| 3     | Audrey Patterson    | USA  | 25,2 s000                   | 25,26 s a                 |
| 4     | Shirley Strickland  | AUS  | 25,2 s000                   | 25,25 s b                 |
| 5     | Margaret Walker     | GBR  | 25,6 s (g)                  | 25,59 s0                  |
| 6     | Daphne Robb         | RSA  | 25,7 s (g)                  | 25,65 s0                  |

Finale: 6. August

Wind: ±0,0 m/s

### 80 m Hürden

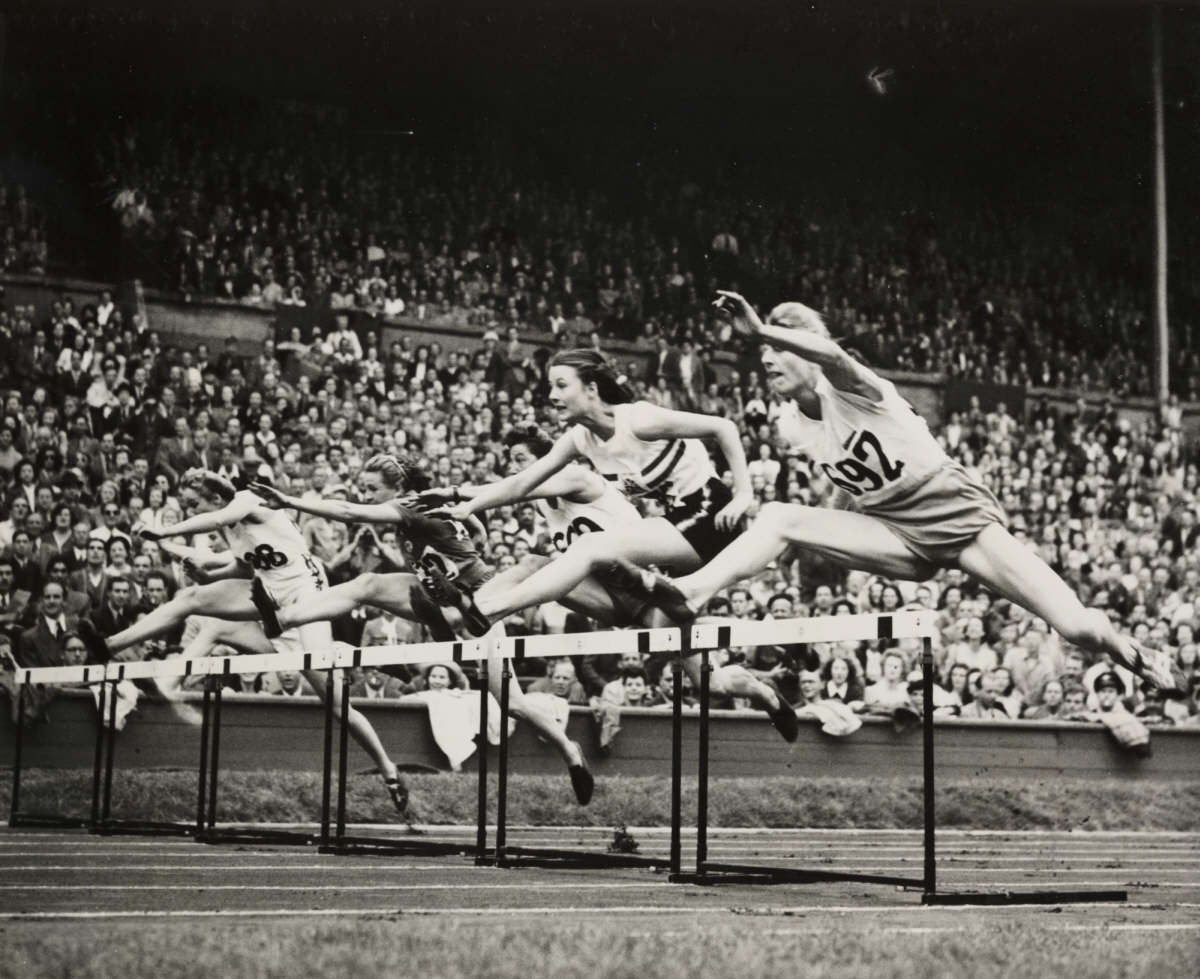
Das 80-Meter-Hürden-Finale: Fanny Blankers-Koen (ganz rechts), Maureen Gardner (Zweite von rechts)

| Platz | Athletin            | Land | Offiz. hand- gestoppte Zeit | Inoffiz. elek- tron. Zeit |
| ----- | ------------------- | ---- | --------------------------- | ------------------------- |
| 1     | Fanny Blankers-Koen | NED  | 11,2 s OR                   | 11,4 s0                   |
| 2     | Maureen Gardner     | GBR  | 11,2 s OR                   | 11,45 s                   |
| 3     | Shirley Strickland  | AUS  | 11,4 s000                   | 11,50 s                   |
| 4     | Yvette Monginou     | FRA  | 11,8 s (g)                  | 11,99 s                   |
| 5     | Maria Oberbreyer    | AUT  | 11,8 s (g)                  | 12,04 s                   |
| 6     | Libuše Lomská       | TCH  | 11,9 s (g)                  | 12,08 s                   |

Finale: 4. August

### 4 × 100 m Staffel
| Pl. | Land           | Athletinnen                                                                              | Offiz. handge- stop. Zeit | Inoffiz. elek- tron. Zeit |
| --- | -------------- | ---------------------------------------------------------------------------------------- | ------------------------- | ------------------------- |
| 1   | Niederlande    | Xenia Stad-de Jong Nettie Witziers-Timmer Gerda van der Kade-Koudijs Fanny Blankers-Koen | 47,5 s                    | 47,60 s                   |
| 2   | Australien     | Shirley Strickland June Maston Betty McKinnon Joyce King                                 | 47,6 s                    | 47,69 s                   |
| 3   | Kanada         | Viola Myers Nancy Mackay Diane Foster Patricia Jones                                     | 47,8 s                    | 48,08 s                   |
| 4   | Großbritannien | Dorothy Manley Muriel Pletts Margaret Walker Maureen Gardner                             | 48,0 s                    | 48,15 s                   |
| 5   | Dänemark       | Grethe Lovsø Bente Bergendorff Birthe Nielsen Hildegard Nissen                           | 48,2 s                    | 48,23 s                   |
| 6   | Österreich     | Grete Jenny Elfriede Steurer Grete Pavlousek Maria Oberbreyer                            | 49,2 s                    | 49,25 s                   |

Finale: 7. August

### Hochsprung
| Platz | Athletin             | Land | Höhe (m) |
| ----- | -------------------- | ---- | -------- |
| 1     | Alice Coachman       | USA  | 1,68 OR  |
| 2     | Dorothy Tyler        | GBR  | 1,68 ORe |
| 3     | Micheline Ostermeyer | FRA  | 1,61     |
| 4     | Vinton Beckett       | JAM  | 1,58     |
| 4     | Doreen Dredge        | CAN  | 1,58     |
| 6     | Bertha Crowther      | GBR  | 1,58     |
| 7     | Ilse Steinegger      | AUT  | 1,55     |
| 8     | Dora Gardner         | GBR  | 1,55     |

Finale: 7. August

### Weitsprung
| Platz | Athletin                   | Land | Weite (m) |
| ----- | -------------------------- | ---- | --------- |
| 1     | Olga Gyarmati              | HUN  | 5,695 OR  |
| 2     | Noemí Simonetto            | ARG  | 5,600     |
| 3     | Ann-Britt Leyman           | SWE  | 5,575     |
| 4     | Gerda van der Kade-Koudijs | NED  | 5,570     |
| 5     | Neeltje Karelse            | NED  | 5,545     |
| 6     | Kathleen Russell           | JAM  | 5,495     |
| 7     | Judy Canty                 | AUS  | 5,380     |
| 8     | Yvonne Curtet              | FRA  | 5,350     |

Finale: 4. August

### Kugelstoßen

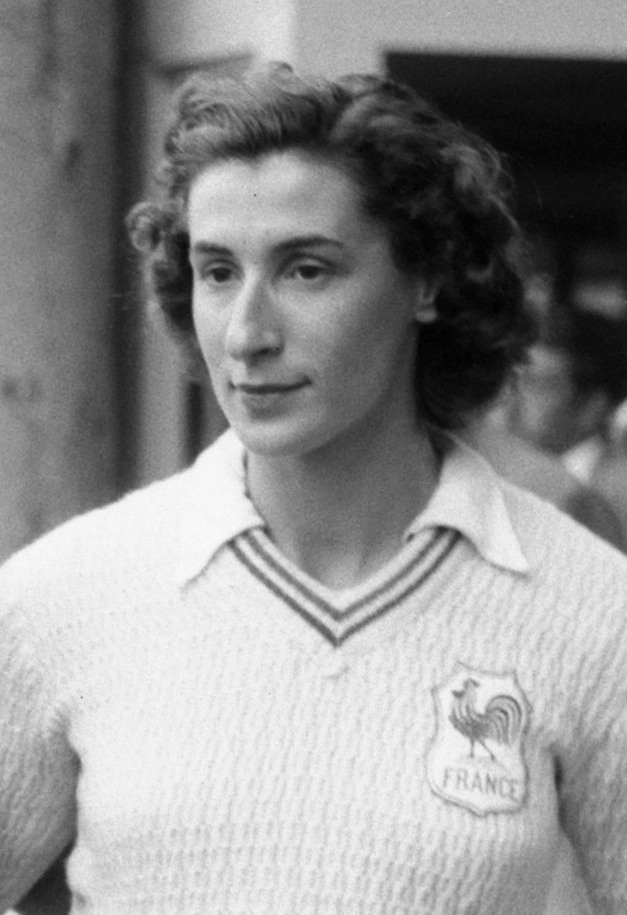
Micheline Ostermeyer – nach Gold im Diskuswurf zum zweiten Mal Olympiasiegerin, Bronze gab es später noch im Hochsprung

| Platz | Athletin             | Land | Weite (m) |
| ----- | -------------------- | ---- | --------- |
| 1     | Micheline Ostermeyer | FRA  | 13,750 OR |
| 2     | Amelia Piccinini     | ITA  | 13,095    |
| 3     | Ine Schäffer         | AUT  | 13,080    |
| 4     | Paulette Veste       | FRA  | 12,985    |
| 5     | Jaroslava Komárková  | TCH  | 12,920    |
| 6     | Anni Bruk            | AUT  | 12,500    |
| 7     | Marija Radosavljević | YUG  | 12,355    |
| 8     | Bevis Reid           | GBR  | 12,170    |

Finale: 4. August

### Diskuswurf

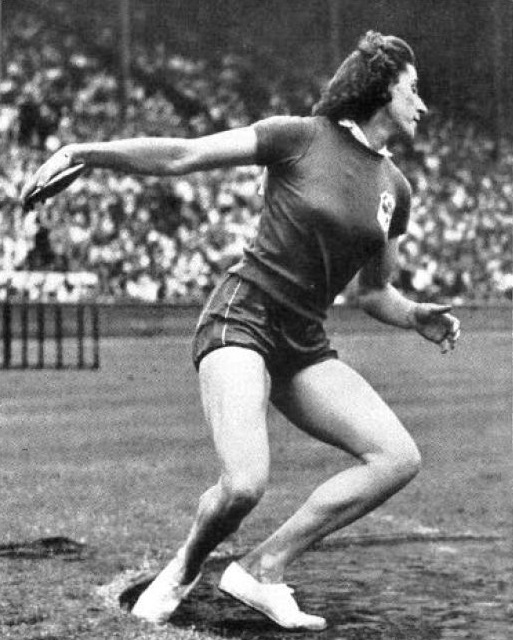
Micheline Ostermeyer errang ihre erste Goldmedaille – später gab es noch eine zweite im Kugelstoßen sowie Bronze im Weitsprung

| Platz | Athletin              | Land | Weite (m) |
| ----- | --------------------- | ---- | --------- |
| 1     | Micheline Ostermeyer  | FRA  | 41,92     |
| 2     | Edera Gentile         | ITA  | 41,17     |
| 3     | Jacqueline Mazéas     | FRA  | 40,47     |
| 4     | Jadwiga Marcinkiewicz | POL  | 39,30     |
| 5     | Lotte Haidegger       | AUT  | 38,81     |
| 6     | Ans Panhorst-Niesink  | NED  | 38,74     |
| 7     | Majken Åberg          | SWE  | 38,48     |
| 8     | Ingeborg Mello        | ARG  | 38,44     |

Finale: 30. Juli

### Speerwurf

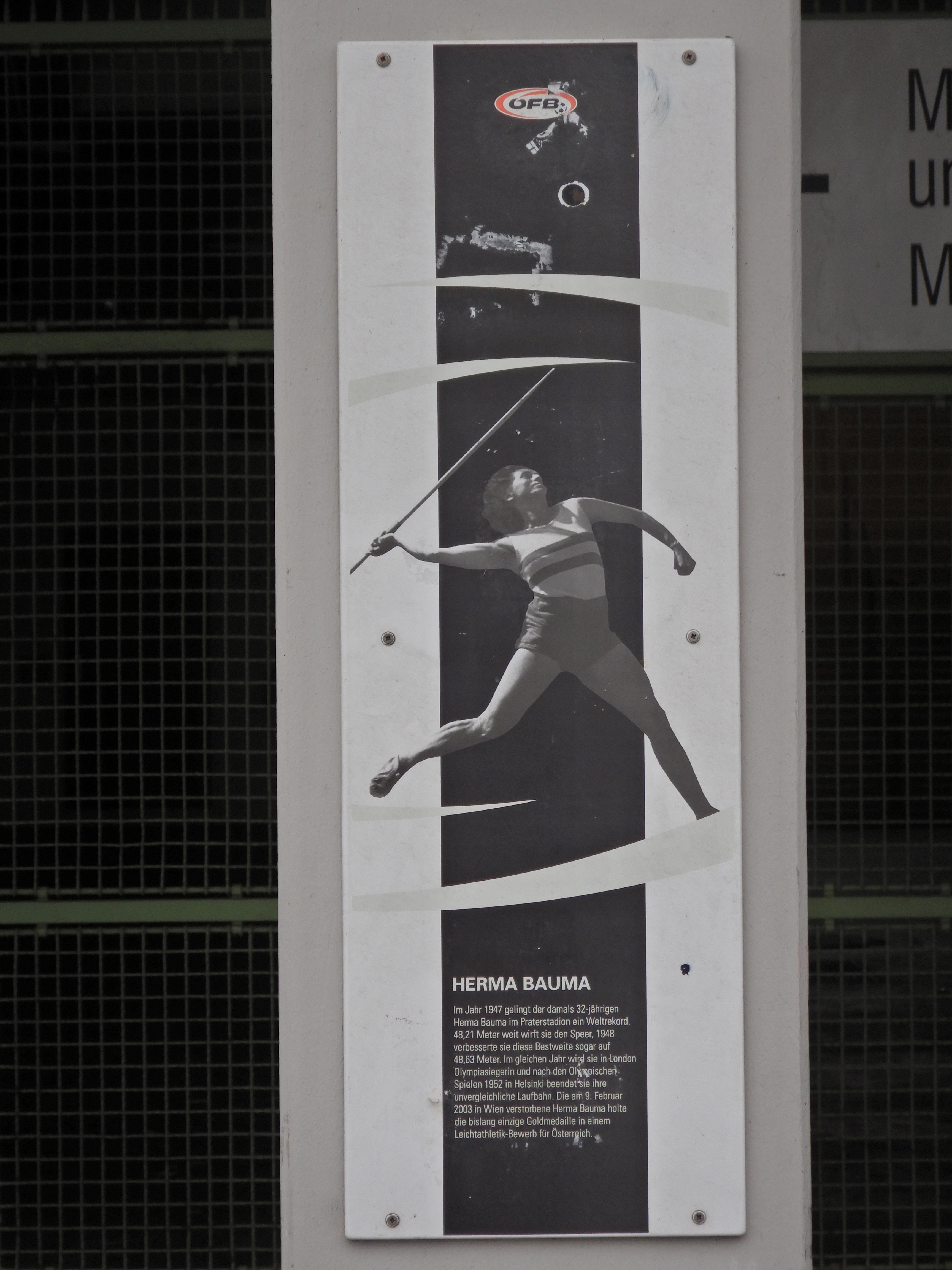
Herma Bauma (hier auf einer Gedenktafel in Wien) – 1936 Olympiavierte und nun Olympiasiegerin

| Platz | Athletin              | Land | Weite (m) |
| ----- | --------------------- | ---- | --------- |
| 1     | Herma Bauma           | AUT  | 45,57 OR  |
| 2     | Kaisa Parviainen      | FIN  | 43,79     |
| 3     | Lily Carlstedt        | DEN  | 42,08     |
| 4     | Dorothy Dodson        | USA  | 41,96     |
| 5     | Jo Teunissen-Waalboer | NED  | 40,92     |
| 6     | Johanna Koning        | NED  | 40,33     |
| 7     | Dana Ingrová          | TCH  | 39,64     |
| 8     | Elly Dammers          | NED  | 38,23     |

Finale: 31. Juli

## Videolinks
- London 1948 Olympics - Official Full Film, youtube.com, abgerufen am 15. August 2017
- Olympiade 1948 in London, youtube.com, abgerufen am 15. August 2017
- London Olympics, Track and Field Events (1948), youtube.com, abgerufen am 15. August 2017
- The Incredible Dominance Of Fanny Blankers-Koen | Olympic Records, youtube.com, abgerufen am 15. August 2017
- Micheline Ostermeyer - Discus, Shot Put & Artist | London 1948 Olympics, youtube.com, abgerufen am 15. August 2017
- 1948 OLYMPIC HIGHLIGHTS, youtube.com, abgerufen am 15. August 2017